# Miodytiscus hirtipes
Miodytiscus hirtipes is een uitgestorven keversoort uit de familie waterroofkevers (Dytiscidae). De wetenschappelijke naam van de soort (en van het geslacht Miodytiscus) is voor het eerst geldig gepubliceerd in 1911 door Henry Frederick Wickham.
Een fossiel van deze soort uit het Mioceen werd aangetroffen in het Florissant Fossil Beds National Monument in de Amerikaanse staat Colorado.